# Burn the Sky Down
Burn The Sky Down je debutové album australské zpěvačky Emmy Hewitt. Album vyšlo 18. května 2012. Album produkoval Lee Groves, který spolupracoval např. s Gwen Stefani, Depeche Mode nebo s Marilyn Manson. 27. června vyšlo album v remixové podobě s názvem "Burn The Sky Down (The Remixes)". Remixy na něm obstarali Armin van Buuren, Cosmic Gate, tyDi, Morgan Page, Shogun, Arnej, Matt Darey, Ivan Gough a Jerome Isma-Ae.

## Seznam skladeb
| Pořadí | Název                             | Délka |
| ------ | --------------------------------- | ----- |
| 1.     | Burn The Sky Down                 | 1:43  |
| 2.     | Colours                           | 4:01  |
| 3.     | Miss You Paradise                 | 3:31  |
| 4.     | These Days Are Ours               | 3:47  |
| 5.     | Foolish Boy                       | 4:15  |
| 6.     | Rewind                            | 3:20  |
| 7.     | Still Remember You (Stay Forever) | 4:22  |
| 8.     | Can't Turn Around Now             | 1:50  |
| 9.     | Crucify                           | 3:51  |
| 10.    | This Picture (Placebo cover)      | 3:31  |
| 11.    | State That I'm In                 | 2:34  |
| 12.    | Circles                           | 5:55  |

| iTunes Bonus Tracks | iTunes Bonus Tracks                           | iTunes Bonus Tracks |
| Pořadí              | Název                                         | Délka               |
| ------------------- | --------------------------------------------- | ------------------- |
| 13.                 | Like Spinning Plates (společně s Dash Berlin) | 6:33                |